# Intensité de champ magnétique
Pour les articles homonymes, voir Intensité.
L'intensité du champ magnétique est la mesure de l'importance d'un champ magnétique. Son unité dans le Système international d'unités est le tesla (T). On utilise parfois le gauss (G), sachant que : {\displaystyle 1\ \mathrm {G} =10^{-4}\ \mathrm {T} }.

## Ordre de grandeurs d'intensité de champs magnétiques
| Source = cerveau humain ; champ mesuré à la surface du crâne | {\displaystyle B\simeq 10^{-15}\ \mathrm {T} }                      |
| Champ typique dans le vide interstellaire, mesuré par une sonde spatiale | {\displaystyle B\simeq 10^{-6}\ \mathrm {T} }                       |
| Source = Terre ; champ mesuré à la surface, | {\displaystyle B=4,7.10^{-5}\ \mathrm {T} \simeq 0,5\ \mathrm {G} } |
| Source = fil rectiligne infini dans le vide parcouru par un courant de I = 10 A ; champ mesuré à une distance r = 2 cm du fil (les lignes du champ sont alors circulaires centrées sur le fil) | {\displaystyle B={\frac {\mu _{0}I}{2\pi r}}=10^{-4}\ \mathrm {T} } |
| Source = aimant permanent ; champ mesuré à quelques millimètres de sa surface | {\displaystyle B\simeq 0,1\ \mathrm {a} \ 1\ \mathrm {T} }          |
| Source = électro-aimant à bobinage ; champ mesuré à l'intérieur | {\displaystyle B\simeq 10\ \mathrm {a} \ 100\ \mathrm {T} }         |
| Source = magnétar, un type d'étoile à neutrons | {\displaystyle B\simeq 10^{+11}\ \mathrm {T} }                      |

## Champs magnétiques intenses

### Fabrication
La fabrication de champs magnétiques intenses (supérieurs à 1 T) nécessite l'emploi d'un électroaimant constitué d'un bobinage de fil conducteur appelé solénoïde parcouru par un courant électrique.

#### Problèmes rencontrés
Le dispositif de l'électro-aimant est sujet à deux limitations :
- l'effet Joule, qui tend à faire fondre les fils du bobinage lorsque l'énergie à dissiper sous forme de chaleur devient trop grande pour le matériau ;
- la « pression magnétique », action mécanique sur le bobinage résultante des forces de Lorentz sur les fils. Cette pression magnétique radiale est dirigée vers l'extérieur de la bobine et tend à faire éclater celle-ci.

#### Solutions techniques
- Pour contrer l'effet Joule, deux possibilités sont utilisées :
  - l'utilisation d'un matériau supraconducteur sous sa température critique. Cette possibilité est limitée, car il existe un champ magnétique critique au-dessus duquel la supraconductivité du matériau disparait.
  - le refroidissement liquide du bobinage pour évacuer l'excédent d'énergie Joule. Un débit typique de 300 litres d'eau par seconde permet d'atteindre une trentaine de teslas...

- Pour contrer la pression magnétique, il faut utiliser un conducteur plus solide que le cuivre et construire des renforts mécaniques extérieurs au bobinage.

### Ordre de grandeurs
| Champs statiques |                                          |
| --- | ---------------------------------------- |
| Source = électro-aimant de Faraday (1840)                                                                                            | {\displaystyle B\simeq 1\ \mathrm {T} }  |
| Source = électro-aimant de 50 tonnes installé au laboratoire Bellevue (début du XXe siècle), consommant une puissance de 100 kW      | {\displaystyle B\simeq 7\ \mathrm {T} }  |
| Source = électro-aimant à bobinage supraconducteur (début du XXIe siècle)                                                            | {\displaystyle B\simeq 20\ \mathrm {T} } |
| Source = électro-aimant à refroidissement liquide (début du XXIe siècle)                                                             | {\displaystyle B\simeq 33\ \mathrm {T} } |
| Source = électro-aimant hybride (supraconducteur + refroidissement liquide - début du XXIe siècle) consommant une puissance de 20 MW | {\displaystyle B\simeq 45\ \mathrm {T} } |

Il n'est guère possible de faire mieux actuellement (le record obtenu en 2019 est de 45,5 T). Pour aller plus haut, on utilise un courant transitoire, qui ne circule que pendant une brève durée, de façon à laisser le bobinage refroidir ensuite. On fabrique ainsi des champs dit pulsés.
| Champs pulsés sans destruction de la source                                                                                             | |
| --- | -------------------------------------------------------------------------------------------------- |
| Source = électro-aimant monolithique renforcé (début du XXIe siècle)                                                                    | {\displaystyle B\simeq 60\ \mathrm {T} \ \mathrm {pendant} \ 100\ \mathrm {ms} }                   |
| Source = bobines gigognes (22 juin 2011 - record du monde)                                                                              | {\displaystyle B\simeq 91.4\ \mathrm {T} \ \mathrm {pendant} \ \mathrm {quelques} \ \mathrm {ms} } |
| Champs pulsés avec destruction de la source                                                                                             | |
| Source = bobine monospire (début du XXIe siècle)                                                                                        | {\displaystyle B\simeq 300\ \mathrm {T} }                                                          |
| Source = générateur à compression de flux électromagnétique : striction axiale par forces électromagnétiques (début du XXIe siècle)     | {\displaystyle B\simeq 600\ \mathrm {T} }                                                          |
| Source = générateur magnéto-cumulatif : électro-aimant + confinement magnétique des lignes de champ par explosif (milieu du XXe siècle) | {\displaystyle B\simeq 2000\ \mathrm {T} }                                                         |

## Articles liés
- Champ magnétique
- Magnétostatique
- Loi de Biot et Savart
- Théorème d'Ampère
- Équations de Maxwell